# Katniss Everdeen
Katniss Everdeen ist eine fiktive Figur, sie ist die Protagonistin der dystopischen Trilogie Die Tribute von Panem der US-amerikanischen Schriftstellerin Suzanne Collins. In den Verfilmungen spielt Jennifer Lawrence die Rolle der Katniss Everdeen.

## Katniss als Zentrum der Handlung

### Band 1:Tödliche Spiele
Die sechzehnjährige Katniss lebt mit ihrer Mutter und ihrer jüngeren Schwester Primrose in Distrikt 12, einem der ärmsten Teile Panems, der für den Abbau von Kohle für das Kapitol zuständig ist. Sie ist die Tochter einer Heilerin und eines Kohlearbeiters, der fünf Jahre vor dem Beginn der Haupthandlung bei einer Explosion im Bergwerk gestorben ist. Ihre Mutter wurde durch dieses Ereignis depressiv, und Katniss ernährt die Familie, indem sie verbotenerweise außerhalb des Zauns um Distrikt 12 in den Wäldern jagt. Ihre Jagdausflüge unternimmt sie gemeinsam mit dem zwei Jahre älteren Gale Hawthorne, dessen Vater bei demselben Unglück starb wie der von Katniss.
Katniss meldet sich anstelle ihrer bei der Auslosung gezogenen Schwester freiwillig für die Teilnahme an den 74. Hungerspielen und reist gemeinsam mit dem männlichen Tribut Peeta Mellark ins Kapitol. Sie wird zum Publikumsliebling der Spiele, da sie durch ihren Stylisten Cinna als „das Mädchen, das in Flammen stand“ bekannt wird. Nach dem öffentlichen Liebesbekenntnis von Peeta an Katniss, das diese zunächst für einen Versuch der Sponsorengewinnung hält, werden die beiden als tragisches Liebespaar gefeiert, das seine Liebe nicht wird leben können. Während der Spiele freundet sich Katniss mit der 12-jährigen Rue an, dem weiblichen Tribut aus Distrikt 11. Als Rue getötet wird, trauert sie offen um das Mädchen und erweist diesem in einer nie dagewesenen, öffentlich übertragenen Abschiedsszene ihren letzten Respekt. Um die Geschichte vom tragischen Liebespaar weiter anzuheizen, verkünden die Spielmacher eine Regeländerung: Während bisher immer nur ein Tribut gewinnen konnte, soll es diesmal zwei geben können, wenn beide Tribute aus einem Distrikt stammen. Daraufhin schließen sich Katniss und Peeta zusammen und kommen einander näher. Als nur noch die beiden am Leben sind, nehmen die Spielmacher jedoch ihre Regeländerung zurück. Da weder Katniss noch Peeta bereit sind, einander zu töten, kündigen sie auf Katniss’ Initiative hin öffentlich einen Doppelselbstmord durch Gift an. Im letzten Moment verhindert das Kapitol, das unbedingt einen Sieger braucht, die Selbsttötung und erklärt beide zu Siegern. Mit dieser in ganz Panem im Fernsehen ausgestrahlten Aktion zieht sich Katniss den Zorn von Präsident Snow zu, der darin einen öffentlichen Akt des Widerstands sieht. Am Ende gesteht Katniss Peeta, sie habe ihre Zuneigung in der Arena nur vorgetäuscht, um die Sympathie des Publikums zu erhalten, woraufhin Peeta, dessen Gefühle echt sind, sich verletzt von ihr distanziert.

### Band 2:Gefährliche Liebe
Katniss erfährt von Snow, dass ihr regelwidriges Verhalten bei den 74. Hungerspielen zu Aufständen in verschiedenen Distrikten geführt hat. Diese breiten sich aus und erregen den Unwillen des Kapitols. Snow droht Katniss, sich an ihrer Familie zu rächen, sollte es ihr nicht gelingen, die Aufständischen zu beruhigen. Als ihre Bemühungen scheitern, verkündet der Präsident, dass die Tribute für die 75. Hungerspiele aus den noch lebenden Siegern ausgelost werden. Somit ziehen Katniss und Peeta, der sich freiwillig für Haymitch meldet, erneut in die Arena. Katniss setzt sich zum Ziel, Peeta zu retten, auch wenn sie selbst sterben muss. Während der Hungerspiele spitzt sich der Konflikt zwischen dem Kapitol und den Rebellen weiter zu. Es wird zunehmend klar, dass Katniss unwissentlich zur Leitfigur des Aufstands geworden ist. Als Katniss und ihre Verbündeten die Arena mitten in den Spielen zerstören und einige von ihnen von den Rebellen aus dieser gerettet werden, wird der Beginn einer distriktübergreifenden Revolution eingeläutet. Katniss zählt zu den Geretteten, während Peeta vom Kapitol gefangen genommen wird. Als Rache für Katniss’ Handeln wird Distrikt 12 bei einer Bombardierung durch das Kapitol zerstört. Der Spielmacher Heavensbee offenbart sich Katniss als Figur der Rebellion, die von dem lange zerstört geglaubten Distrikt 13 ausgeht. Von Gale erfährt Katniss, dass er ihre Familie nach Distrikt 13 retten konnte.

### Band 3:Flammender Zorn
Katniss übernimmt die Aufgabe, im Auftrag der Regierung von Distrikt 13 und seiner Präsidentin Alma Coin als „Gesicht des Aufstands“ die Distrikte gegen das Kapitol zu einen. In einer gewagten Aktion wird Peeta aus der Gewalt des Kapitols befreit. Es stellt sich heraus, dass er einer Art Gehirnwäsche unterzogen wurde, wodurch er in Katniss nun eine Bedrohung sieht und sie zu töten versucht. Die Ärzte des Distrikts versuchen, ihn wieder gesund zu machen. In ihrer Rolle als Spotttölpel wird Katniss in verschiedene Kriegsgebiete gesandt, wo sie Propagandafilme für die Rebellen dreht. Katniss hat jedoch den Plan, Snow zu töten. Ihre Gruppe, zu der Gale, Finnick und später auch der immer noch verwirrte Peeta gehören, macht sich auf den Weg zum Kapitol. Nach tagelangem Überlebenskampf trifft Katniss allein beim Regierungssitz ein. Sie wird Zeugin, wie Prim, die als Mitglied eines Sanitäterteams aus Distrikt 13 dorthin geschickt worden war, bei einem vermeintlich durch das Kapitol veranlassten Bombenangriff stirbt. In einem Gespräch mit dem gefangenen Snow muss Katniss jedoch erkennen, dass nicht er für den Angriff verantwortlich ist, sondern Coin. Snow wird zum Tode verurteilt, Katniss soll ihn auf einem öffentlichen Platz mit einem Pfeil töten. Doch im letzten Moment zielt sie auf Coin und erschießt diese. In einer Gerichtsverhandlung wird Katniss für unzurechnungsfähig erklärt und in Distrikt 12 verbannt. Zu Hause trauert sie monatelang um ihre Schwester. Nur langsam gelingt es ihr, ihre Erlebnisse zu verarbeiten. Der zurückgekehrte und wieder gesundete Peeta spielt dabei eine wichtige, positive Rolle. Die beiden werden ein Paar. Im Epilog sind Katniss und Peeta verheiratet und Eltern zweier Kinder.

## Katniss als Erzählinstanz
Alle drei Bände werden von Katniss als Ich-Erzählerin im Präsens erzählt, wodurch sich die Distanz zwischen ihrer Wirklichkeit und der der Leser auflöst.:223 Die Leser sehen die Ereignisse von Katniss' Standpunkt aus, teilen ihre Gedanken und Gefühle und sind dem Druck der Rolle, die sie angenommen hat, ausgesetzt.:226 Sie vollziehen die Irrtümer der Protagonistin mit, etwa ihre Fehleinschätzung der Rolle des obersten Spielmachers Plutarch Heavensbee.
Im Epilog wird klar, dass Katniss mit großem zeitlichen Abstand zu den Geschehnissen aus der Retrospektive erzählt: Vom Ende der Haupthandlung bis zur Geburt von Katniss' Tochter sind mehr als 15 Jahre vergangen, und das Mädchen ist im Epilog bereits im Schulalter. Die erzählte Zeit der Haupthandlung beginnt mit dem Tag der Ernte vor den 74. Hungerspielen, an dem Katniss sich freiwillig meldet, und endet im Frühling des übernächsten Jahres mit Katniss' Genesung, ist also an ihre Person gebunden. Ebenso ist es beim Ort der Handlung: Weder Katniss noch die Erzählung verlassen Panem.
In der Verfilmung dagegen werden den Zuschauern auch einzelne Szenen präsentiert, in denen Katniss gar nicht anwesend ist, etwa die Szene von Seneca mit den Beeren. Dadurch wird es möglich, dass die Zuschauer über ein größeres Wissen als die Protagonistin verfügen. Da die Spielfilme jedoch auf Selbstgespräche und Kommentare der Protagonistin aus dem Off verzichten, erfahren die Zuschauer über Katniss' innere Welt weit weniger als die Leser der Romane.

## Katniss als Figur

### Name
Katniss wird von ihrem Vater „nach den Katniss-Knollen“ benannt. Diese stammen von einem Gewächs aus der Gattung Pfeilkraut, die in Sümpfen und Tümpeln vorkommt und auch teilweise untergetaucht wachsen kann. Es handelt sich dabei um eine große Pflanze „mit Blättern wie Pfeilspitzen, Blüten mit drei weißen Blütenblättern“ und essbaren Wurzeln in Form von kleinen, unscheinbaren bläulichen Knollen. Ihr Name erinnert Katniss an ihren Vater, der „…im Spaß sagte: ‚Solange du dich selbst findest, wirst du niemals hungern.‘“ Die Pfeilform der Blätter verweist auf Katnissʼ bevorzugte Waffe.

### Physische Erscheinung
Katniss hat lange, dunkle Haare, die sie zu einem Zopf geflochten trägt, graue Augen und einen olivfarbenen Teint. Schon in der Eingangsszene fällt die für ein Mädchen im Teenageralter untypische Kleidung auf: Jagdstiefel, Hose und Hemd.

### Familiärer Hintergrund
Katniss schildert sehr intensive Erlebnisse mit ihrem Vater im Wald: „Das waren ganz besondere Tage“. Ganz besonders ist der See mit ihrem Vater verbunden: „Aus irgendeinem Grund will ich es unbedingt bis zum See schaffen. Vielleicht, um mich von ihm zu verabschieden und von meinem Vater, der glücklichen Zeit, die wir dort verbracht haben, weil ich weiß, dass ich wahrscheinlich nie zurückkehren werde.“ Sie vermisst ihren Vater schmerzlich: „Mein Vater. Er scheint heute überall zu sein. Wie er im Bergwerk gestorben ist… Und jetzt erkenne ich ihn in Boggsʼ Blick, als der mir fürsorglich die Decke um die Schultern legt. Ich vermisse ihn so sehr, dass es wehtut.“
Ein Bindeglied zu ihm sind die von ihm gelernten Lieder aus der Kindheit. Sie führen Katniss nach der Tötung von Coin aus großer Verzweiflung zurück ins Leben.
Auch am Ende der Trilogie ist Katniss' Festhalten am Leben mit ihrem Vater verbunden: Nach monatelanger Einsamkeit und Bewegungslosigkeit zieht Katniss die Jagdjacke ihres Vaters an, durchlebt einen Albtraum und sieht beim Aufwachen Peeta, der vor dem Haus Primeln einsetzt.
Noch im zweiten Band ist Katniss der Meinung, sie werde ihre Mutter immer beschützen müssen.

### Persönlichkeit
Willensstärke ist eine der herausragenden Eigenschaften von Katniss. So trainiert sie unter großen Schmerzen drei Wochen lang eisern, als Coin ihr den Kampfeinsatz verweigert, und erreicht, dass sie alle Prüfungen für den Einsatz besteht.
Katniss zeigt schon als Kind Mut und große Risikobereitschaft, um das Überleben ihrer Familie zu sichern: „Wer in den Wäldern um Distrikt 12 herum jagt, bricht mindestens ein Dutzend Gesetze und riskiert die Todesstrafe.“
Sie ist geradeheraus und sachlich, reagiert aber auch unüberlegt: „Es geht jetzt alles so schnell, dass ich nicht mehr mitkomme. Die Warnung, die Schüsse, die Erkenntnis, dass ich vielleicht etwas sehr Folgenschweres in Gang gesetzt habe. Das ist alles so absurd. Es wäre etwas anderes, wenn ich geplant hätte, Unruhe zu stiften, aber so… Wie habe ich es bloß geschafft, so ein Chaos anzurichten?“ Ihre medienwirksame Spontaneität teilt sie nach Plutarchs Meinung mit den anderen Bewohnern von Distrikt 12: „Ein Gutes hat euch ja, dass das Kapitol Distrikt 12 all die Jahre praktisch ignoriert hat – ihr habt euch eine gewisse Spontaneität bewahrt. Damit packt man das Publikum… als ihr den Trick mit den Beeren gebracht habt. So macht man gutes Fernsehen.“
Sie reagiert heftig, wenn man sie in die Irre führt oder überrascht.
Katniss ist in der Lage, ihre eigenen Veränderungen zu reflektieren:
- Auf Johannas Frage „‚Oder bist du immer noch dieselbe, die damals für ihre Schwester eingesprungen ist?‘“ antwortet sie mit einem klaren „Nein.“[18]
- Sehr intensiv erlebt sie den Prozess, in dem sich ihr Rachebedürfnis von Snow auf Coin verschiebt: „Eingehüllt in Seide, fühle ich mich wie eine Raupe im Kokon, die auf die Metamorphose wartet.“[19]
- Am Ende des dritten Bandes sagt sie: „Es ist einer der Lieblingstage der alten Katniss. Vorfrühling.“[20] und grenzt damit die Katniss der Gegenwart von der Katniss vor den Hungerspielen ab.

An mehreren Stellen der Trilogie zeigt Katniss sich sehr selbstkritisch. So erkennt sie zum Beispiel, dass sie sich Coins Ablehnung selbst zuzuschreiben hat, da sie zuvor ihre Pflichten vernachlässigt hat: „Und jetzt muss ich für meine Unzuverlässigkeit büßen.“ Nach ihrer eigenen Einschätzung ist sie „nicht gut im Vergeben“, was auch zu negativen Gefühlen gegenüber ihr selbst führt: „…inzwischen hasse ich ja fast alle. Am meisten mich selbst.“ „Selbstsüchtig“ nennt sie sich und „feige“. Und im dritten Band sagt sie über Peeta: „Endlich sieht er mich so, wie ich wirklich bin. Brutal. Misstrauisch. Eigennützig. Lebensgefährlich.“

### Sozialverhalten
Während in unserer Kultur Frauen generell häufiger lächeln als Männer., lächelt oder lacht Katniss nur sehr selten.  Nach Katnissʼ Meinung verklärt ihre ehemalige Schulkameradin Delly sie: „Delly stellt es so dar, als hätte ich nur deshalb kaum Freunde gehabt, weil ich so außergewöhnlich war und die anderen damit eingeschüchtert habe. Stimmt aber nicht. Es lag daran, dass ich unfreundlich war.“
Haymitch macht für das Training vor den 75. Hungerspielen Beziehungen zum Programm: „‚Heute beim Training hast du zwei Aufgaben. Nummer eins: verliebt sein. […] Nummer zwei: Freundschaften schließen.‘“, was Katniss nicht leicht fällt: „Ich gebʼs auf, Freunde finden zu wollen…“, sie beschränkt sich auf Verbündete.
Ihre Wirkung auf andere Menschen ist Katniss Peetas Meinung nach noch gegen Ende des dritten Bandes nicht bewusst: „Du… du machst dir immer noch keine Vorstellung. Von deiner Wirkung auf andere… Die Leute… sind dir gefolgt, weil sie dir zugetraut haben, Snow zu töten.“
Loyalität zeichnet Katniss aus. So wirft sie sich zwischen den Friedenswächter und Gale, als dieser ausgepeitscht wird.
Während Katniss als Kind auch Fremden gegenüber offen Kritik an den Zuständen in Panem äußert, begreift sie eines Tages, dass sie damit ihrer Familie großen Schaden zufügen kann und ändert ihr Verhalten: „Also lernte ich, meine Zunge zu hüten und eine gleichgültige Maske aufzusetzen, damit niemand meine wahren Gedanken lesen konnte.“
Die Kehrseite ihrer Unabhängigkeit ist, dass es ihr schwerfällt, Hilfe anzunehmen, etwa als Peeta ihr hilft, als die Karrieros hinter ihr her sind.
Coin erkennt Katniss' Schwäche: „Ich kann keine Befehle befolgen.“ Angetrieben durch ihren starken Willen, bei der Eroberung des Kapitols mitzukämpfen, vollzieht Katniss die notwendige Unterordnung und die Integration in ein Team, während sie bis dahin „eine herausragende Stellung als Spotttölpel“ innehatte. „Meine Gruppe… Wir scheinen wichtig zu sein, denn wir sind in der Kommandozentrale, und das nicht, weil ein gewisser Spotttölpel dabei ist.“ Allerdings ist dies nur eine Taktik von Katniss. Sie hat erkannt, „dass sie erst mal ins Kapitol muss, bevor sie irgendeinen anderen Plan verfolgen kann.“ Am Ende jedoch, als Gale gefangen genommen worden ist, ist Katniss auf ihrem Weg ins Kapitol wieder ganz allein.

## Moralische Entwicklung

### Unterschiede zwischen Roman und Spielfilm

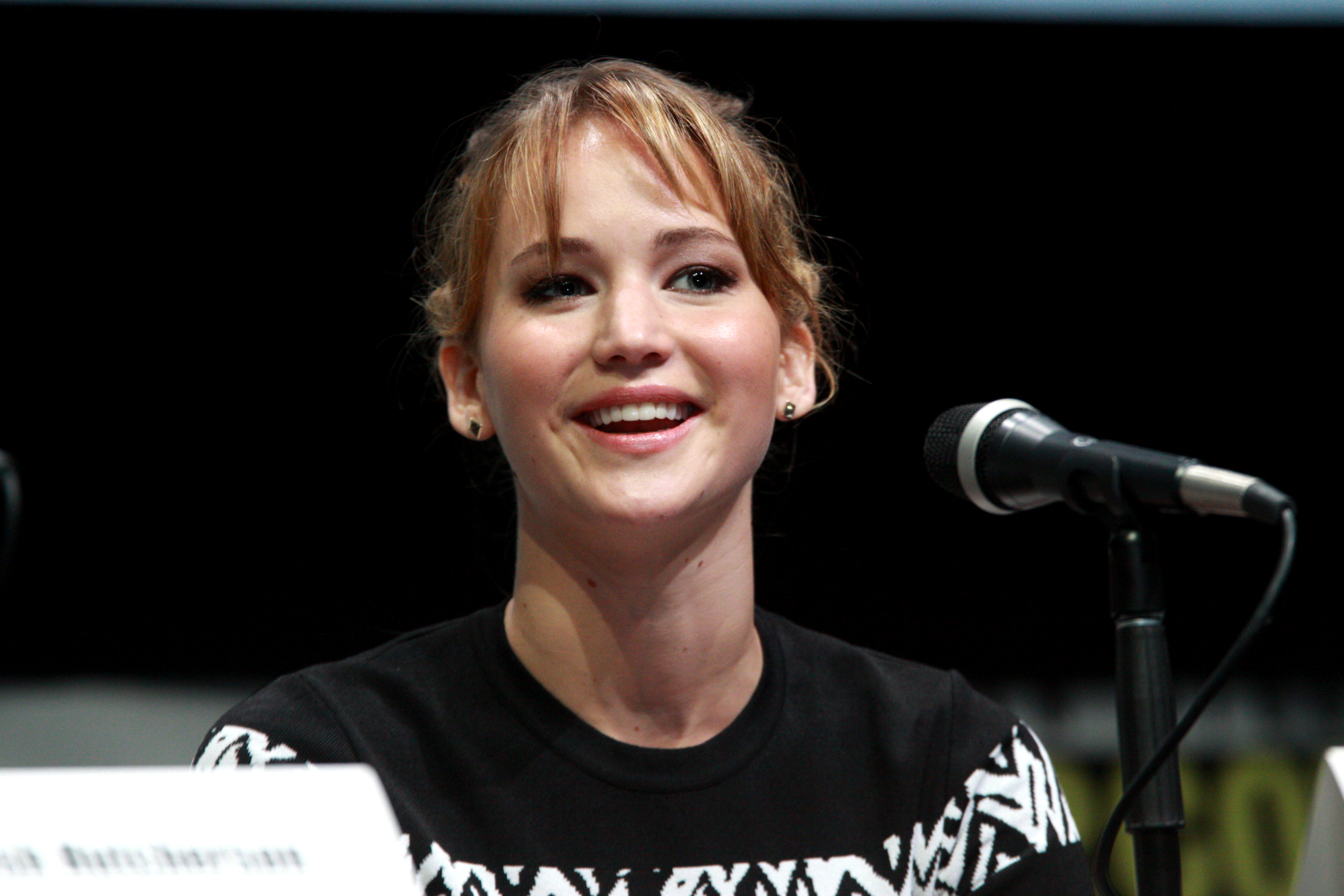
Jennifer Lawrence, die Darstellerin der Everdeen in den Verfilmungen, bei der San Diego Comic-Con International 2013

Nach Meinung von Martha Rainbolt steht im Zentrum des ersten Bandes der Romantrilogie das sich entwickelnde moralische Bewusstsein von Katniss, während der politische Konflikt als zweitrangig erscheint.:223 Dagegen lege der Spielfilm den Schwerpunkt auf die politischen Ideen, und diese Verschiebung wirke sich auf die Darstellung der Heldin aus. Zum einen seien zwei Schlüsselszenen mit ethischem Schwerpunkt im Spielfilm stark verändert worden: Das Gespräch von Katniss und Peeta auf dem Dach am Vorabend der 74. Hungerspiele und die Szene mit den Wolfsmutationen der toten Tribute. In letzterer scheine das Kapitol gewonnen zu haben, weil die Verwandlung von Menschen in Ungeheuer gelungen sei.:229 Im Spielfilm dagegen ist keine Verbindung von Tributen und Mutationen zu erkennen.
Zum anderen bezieht Rainbolt sich auf Teile der Korrespondenz zwischen Donald Sutherland, dem Darsteller von Präsident Snow, und dem Regisseur des Spielfilms, Gary Ross, die die Hinzufügung von drei Szenen zur Folge hatten.:223 Das Gespräch bei der Siegerkrönung und die Schlussszene, in der Snow die Ankunft der Sieger in Distrikt 12 auf dem Bildschirm anschaut, unterstreichen den politischen Schwerpunkt des Spielfilms und sollen wohl das Publikum auf den anstehenden Kampf einstimmen.:232 Die Figur des Seneca Crane sei im Film um den erzwungenen Selbstmord erweitert worden, um im Machtkampf zwischen Snow und Seneca den politischen Aspekt auszuweiten, was Katniss’ moralische Entwicklung zurücktreten ließe.:225

### Katniss’ Einstellung zum Töten
Katniss tötet nur selten einen Tribut. Ihre Motive sind Verteidigung und, bei Catos Ende, Mitleid.:228 Durch Blumen für die tote Rue und durch die Drei-Finger-Geste, mit der die Bewohner von Distrikt 12 bei der Ernte ihre freiwillige Meldung für Prim gewürdigt und sich solidarisch gezeigt haben, macht Katniss deutlich, dass Rue und sie mehr sind als Spielsteine.:229 Ihr Wunsch nach Integrität wird am Ende des ersten Bandes noch einmal deutlich stärker. Katniss erkennt, wie lange sie das Spiel des Kapitols mitgespielt hat, und tötet Peeta nicht, sondern löst die Situation nach ihren eigenen Regeln auf.:229

### Die Entwicklung von Katniss’ Fürsorglichkeit
Nach Averdill zeigt die Trilogie Katniss auf dem Weg zu ihrer moralischen Entwicklung.:171
Dabei hat Katniss die natürliche Fürsorge nach Nel Noddings von Anfang an: Gales Idee zu fliehen findet sie absurd, weil sie dann ihre Familie sich selbst überlassen müsste, und sie meldet sich freiwillig für Prim. Die ethische Fürsorge, die nach Nel Noddings eintritt, wenn Fürsorge zum ethischen Ideal wird und bewusste Entscheidungen fordert, beginnt bei Katniss mit Rue.:166 f Rue ist, so Averdill, für Katniss ein Bindeglied zu Prim.:166 Nach und nach erweitert sich Katniss’ Fürsorgeradius, zum Beispiel auf Rues Geschwister, bis sie auch für Unbekannte wie die Kinder des Kapitols ethische Fürsorge zeigt.:169

## Geschlechterrolle

### Ausgangssituation
Die Geschlechterrollen in Panem sind fließend. Dies ermöglicht es Katniss, sich jenseits des typisch weiblichen Benehmens des 21. Jahrhunderts zu bewegen.:35 Katniss’ Zopf ist ein weibliches Merkmal, die anderen Beschreibungsmerkmale sind eher männlich konnotiert, wie etwa Jagdstiefel, Pfeil und Bogen, Vertrautheit mit dem Wald, Broterwerb, Beschützerrolle und Risikobereitschaft.:129 Zwar identifiziert sich Katniss über ihr Verhalten und ihre Kleidung mit ihrem Vater und verachtet die Hilflosigkeit ihrer Mutter, aber die Gefühle, die ihren Handlungen zugrunde liegen, werden traditionell eher mit der weiblichen Rolle in Verbindung gebracht::175 Katniss Risikobereitschaft dient dazu, ihre Lieben zu schützen.:176

### Veränderung durch die Hungerspiele
Peeta zeigt sich mit seinem Liebesgeständnis als männlich, Katniss’ Gender wird durch ihre äußerliche Veränderung und durch Peetas Begehren neu definiert. Durch die Verweiblichung soll Katniss für die anderen Tribute, die Distrikte und mögliche Sponsoren als weiblicher Tribut deutlich erkennbar werden.:136 Sie erkennt den Vorteil der Rolle und nimmt sie an. In Katniss’ Augen wird nicht ihr eigentliches Selbst durch die Verschönerungsmaßnahmen hervorgeholt, sondern ein künstliches.:136 Durch ihr verändertes Aussehen wird Katniss nun auf eine für sie neue Weise wahrgenommen, was dazu führt, dass sie sich schön, mächtig, anders als die Masse erlebt. Wie die Szene mit dem Apfelschuss am dritten Trainingstag zeigt, ist Katniss trotz aller weiblichen Attribute weiterhin zu mutigen und wegen des souveränen Waffengebrauchs männlich konnotierten Handlungen in der Lage. Allerdings hat Suzanne Collins für Katniss ideale Bedingungen geschaffen, die ihre Erfolge wesentlich bestimmen: Die Landschaft der Arena gleicht der von Distrikt 12, Pfeil und Bogen liegen am Füllhorn. Amanda Firestone relativiert das Bild von Katniss als mutiger Heldin mit der Einschätzung, dass Katniss meist nur reagiere und nur selten ohne direkte äußere Zwänge agiere, etwa bei der Entwicklung des Plans, die Vorräte der Karrieros zu zerstören. Die Drohung mit dem Doppelselbstmord ist ein Meilenstein in Katniss’ Entwicklung in Richtung auf eine Unabhängigkeit vom Kapitol, die als Schwerpunkt der Trilogie angesehen werden kann.:41 Ein weiterer Höhepunkt wird im zweiten Teil erreicht, als Snow die Regeln ändert, sodass Katniss und Peeta nochmals in die Arena müssen. Katniss beschließt unter dem drohenden Risiko des Todes, nun nach ihren Vorstellungen zu leben.:42
Zwar bietet im dritten Teil Coin Katniss die Rolle des Gesichts des Aufstands an, aber sie will dem Spotttölpel enge Grenzen ziehen. Erst als die Protagonistin ihre Rolle selbst gestalten darf, kann sie diese glaubhaft verkörpern. Mit der Tötung von Coin trifft sie eine eigenständige Entscheidung.
Katniss fühlt sich am Ende wohl in einer Rolle, die traditionelle Grenzen zwischen Vater und Mutter verwischt: Peeta bäckt, sie jagt. Die Wiese aus dem Lied für Rue ist nun ein realer Ort für ihre Kinder. Zwar ist der Frieden zerbrechlich, aber aus dem Ende der Trilogie lassen sich Hoffnung und Glauben an die Zukunft ablesen.:97

## Bedeutung der Musik
Während der 74. Hungerspiele gewinnt die Musik für die Protagonistin an Bedeutung. Das Schlaflied für die sterbende Rue wird der musikalische Rahmen der Trilogie, der sich bis zum Epilog spannt. Gattung und Text des Liedes lassen an Kindheitsrituale denken und rufen die Erinnerung an Zuneigung und Schutz wach.:92 Das Lied für die sterbende Verbündete trägt dazu bei, dass Katniss die moralischen Verfehlungen des Systems immer klarer werden, der Spotttölpel wird zum Symbol der Rebellion.:92 Nach Prims Tod kann Katniss wegen ihres Traumas nicht sprechen. In dieser Verzweiflung fängt sie zu ihrer eigenen Überraschung an, die Lieder ihres Vaters zu singen, und ihre anfangs brüchige Stimme kräftigt sich. Tammy L. Gant sieht dies als Zeichen dafür, dass Katniss ihrer eigenen Stimme wieder vertraue. Indem sie singe, weise sie sowohl das Modell zurück, das ihr das Kapitol angeboten habe, als auch das der Rebellen – sie mache sich auf, um ihre eigene, humane Vorstellung von Welt zu verwirklichen, wie sie im Totenlied für Rue aufscheine.:95 Collins benutze Musik als Leitmotiv für Wiedergeburt und Erneuerung.:96

## Bezug zur Biographie der Autorin
Katniss' Geburtstag ist der 8. Mai. Der 8. Mai 1945 war der Tag, in dem in Europa alle Kampfhandlungen des Zweiten Weltkriegs eingestellt wurden. Vor dem Hintergrund von Collins' Familiengeschichte – ihr Großvater kämpfte im Ersten Weltkrieg, ihr Onkel im Zweiten Weltkrieg, ihr Vater im Vietnamkrieg – sagt Susan Dominus über die Autorin: „Sie verstand schon sehr früh, dass der Krieg das Schicksal ihrer Familie bestimmte.“ Katniss' Geburtsdatum und damit auch die Figur sind mit dem Gedanken an Freiheit von Diktatur verknüpft, und in der Danksagung stellt Collins ausdrücklich den Bezug zu ihrem Vater her: „Besonders danke ich meinem verstorbenen Vater Michael Collins, der durch seinen großen Einsatz bei der Erziehung seiner Kinder in Sachen Krieg und Frieden den Grundstein für diese Reihe gelegt hat[...]“.

## Rezeption

### Katniss und die Trilogie in der Kritik
Vor allem der Schluss der Trilogie hat unterschiedliche Reaktionen hervorgerufen. Ein Teil der Rezensenten hält insbesondere Katniss’ Situation im Epilog für wenig gelungen, weil die Protagonistin keine Rolle beim Aufbau des neuen Panem übernimmt und Peetas Wunsch nach Kindern nachgegeben hat. So scheitert der Roman nach Meinung von Iris Mende daran, dass er „als All-Age-Buch konzipiert“ sei: „Er verhandelt seine Themen auf eine für junge Leserinnen und Leser zu drastische Art und Weise, während er für erfahrene Leser ästhetisch nicht anspruchsvoll genug sein dürfte.“
Ein Begründungsansatz für die positive Bewertung des Endes ist dagegen die Argumentation aus den Charakteristika der Gattung Dystopie heraus. So sieht etwa Ines Walk ein offenes Ende in dystopischen Filmen als wirkungsvoller an als ein Happy End. Jessica Miller verweist auf die nach wie vor unkonventionelle Ausgestaltung der Geschlechterrollen in der Beziehung von Katniss und Peeta und sieht diese Liebesbeziehung als Alternative zur Mainstreamkultur der Gegenwart an.

### Wirkung auf Jugendliche
Jürgen Grimm untersuchte die Wirkung von Die Tribute von Panem – The Hunger Games auf Jugendliche. Er stellte fest, dass sich bei Jungen und Mädchen durch den Film das Gefühl verstärkte, von gesellschaftlichen Mächten fremdbestimmt zu sein.:70 Bei den männlichen Jugendlichen fand er vor dem Anschauen des Films eine niedrigere Anpassungsfähigkeit in Bezug auf die Geschlechterrolle als bei den weiblichen. Durch den Film sei die Einstellung der Jungen aber in Richtung auf eine Flexibilisierung und ein progressives Frauenbild verändert worden. Dies liege daran, dass mit Katniss eine führungsstarke und zugleich soziale Frau im Mittelpunkt stehe: Sie gebe nicht nur in schwierigen Situationen eine Richtung vor, sondern setze auch ihr Leben für Schwächere ein und zeige moralische Stärke. Dies habe die Jungen sehr stark beeindruckt, bei Mädchen sei die Auswirkung weniger deutlich. Grimm führt dies darauf zurück, dass die weiblichen Jugendlichen bereits vorher eine relativ hohe Geschlechterrollenflexibilität gehabt hätten, die der Film nicht vergrößern konnte; möglicherweise waren die entsprechenden Einstellungen für die Mädchen schon vor dem Film selbstverständlich. Wegen der identitätsbildenden Effekte des Films, nämlich dem „Abbau von Vorurteilen gegenüber Minderheiten“, „der Flexibilisierung des Geschlechtsrollenverständnisses und der kosmopolitischen Weitung“, sei das Gesamturteil positiv.:71

## Basiswerke
Bücher
- Suzanne Collins: Die Tribute von Panem. Tödliche Spiele. Friedrich Oetinger Hamburg, 2009, ISBN 978-3-7891-3218-6.
- Suzanne Collins: Die Tribute von Panem. Gefährliche Liebe. Friedrich Oetinger Hamburg, 2010, ISBN 978-3-7891-3219-3.
- Suzanne Collins: Die Tribute von Panem. Flammender Zorn. Friedrich Oetinger Hamburg, 2011, ISBN 978-3-7891-3220-9.

Filme
- Gary Ross (Regisseur): Die Tribute von Panem – The Hunger Games (Originaltitel: The Hunger Games), 2012.
- Francis Lawrence (Regisseur): Die Tribute von Panem – Catching Fire (Originaltitel: The Hunger Games: Catching Fire), 2013.
- Francis Lawrence (Regisseur): Die Tribute von Panem – Mockingjay Teil 1 (Originaltitel: The Hunger Games: Mockingjay – Part 1), 2014.
- Francis Lawrence (Regisseur): Die Tribute von Panem – Mockingjay Teil 2 (Originaltitel: The Hunger Games: Mockingjay – Part 2), 2015.